# TuS Siegfried 09 Wahrburg
TuS Siegfried 09 Wahrburg is een Duitse voetbalclub uit Stendal, Saksen-Anhalt. De club is afkomstig uit het stadsdeel Wahrburg.

## Geschiedenis
De club werd in 1909 opgericht als FC Siegfried Wahrburg. De club sloot zich aan bij de Midden-Duitse voetbalbond en speelde vanaf 1923 in de competitie van Altmark, een van de vele hoogste klassen van de bond. Na de invoering van de Gauliga als hoogste klasse in 1933 speelde de club niet meer op het hoogste niveau.
Na de Tweede Wereldoorlog werden alle Duitse voetbalclubs opgeheven. De club werd in 1967 heropgericht.